# Cizia Zykë
Cizia Zykë (ur. w połowie 1949 r. w Tarudancie, Maroko, zm. 27 września 2011 w Bordeaux, Francja), właściwie Jean-Charles Zykë – podróżnik i pisarz francuski.
Cizia Zykë, syn francuskiego legionisty pochodzenia albańskiego i Greczynki, spędził dzieciństwo w Tarudant, na południu Maroka. Razem z rodziną wyjechał do Bordeaux, kiedy Maroko wywalczyło niepodległość od Francji w 1956 roku.
Okres dojrzewania Cizii minął burzliwie: stał na czele gangu młodocianych przestępców, dwukrotnie trafił do więzienia. W wieku siedemnastu lat opuścił Francję. Jako że władze odmawiają wydania mu paszportu, próbował zaciągnąć się do Legii Cudzoziemskiej w czasie wojny sześciodniowej, aby móc wyjechać. Jego wysiłki spełzły jednak na niczym, gdyż po trzech miesiącach treningu, jego jednostka została rozwiązana.
W 1967 roku udało mu się uzyskać paszport i Zykë wyjechał do Argentyny, w której miał daleką rodzinę. W Ameryce Południowej spędził w sumie trzy lata, wzbogacając się przede wszystkim na handlu dziełami sztuki prekolumbijskiej. W tym okresie ogarnęło go także uzależnienie od hazardu.
W październiku 1972 roku Zykë pojawił się w Toronto, nie mając przy sobie bagażu ani pieniędzy. Od razu objął zarząd nad włoską restauracją, później wyspecjalizował się w nielegalnych kasynach oraz egzekwowaniu długów przemocą. Po próbie zamachu ze strony bossa jednego z lokalnych gangów, Zykë opuścił Kanadę i zamieszkał w Szwajcarii w 1973 roku.
Będąc uzależniony od narkotyków, Zykë często w tym okresie zaopatrywał się w nie w Amsterdamie. Po niebezpiecznym przedawkowaniu heroiny zdecydował się na wyjazd do Afryki Północnej, gdzie niebawem rozwinął handel samochodami i częściami zamiennymi do nich na olbrzymią skalę. Jednak mimo wszechobecnej korupcji ułatwiającej mu działania nie zawsze zgodne z prawem, w 1975 roku został aresztowany w Bamako i oskarżony między innymi o przemyt i rozbój. Z trudem udało mu się zdobyć zwolnienie za kaucją, po czym opuścił Afrykę.
W ciągu następnych trzech lat Zykë podróżował z narzeczoną po Karaibach. W 1978 roku urodził im się syn, ale zmarł nagle w wieku niespełna dwunastu miesięcy. Pogrążeni w bólu narzeczeni odreagowali tragedię w kasynach Makau i Hongkongu, po czym bez grosza wylądowali w Kostaryce w 1980 roku.
Zainteresowany opowiadaniami o poszukiwaczach złota mieszkających nielegalnie w parku narodowym Corcovado na półwyspie Osa, Zykë przyłączył się do kilku z nich, po czym założył – legalny tym razem – holding zajmujący się przemysłowym wydobywaniem złota rzecznego. Jednakże dewastacja środowiska naturalnego oraz konflikty, w jakie Cizia popadł z miejscową ludnością i politykami, doprowadziły go do upadku w 1983 roku. Zagrożony wieloletnim wyrokiem, Zykë potajemnie opuścił Kostarykę 21 lutego 1984 r., zabierając ze sobą 3,5 kg złota.
Po powrocie do Francji Zykë spisał "Złoto" (Oro), w którym opowiada o swoich przygodach w Kostaryce, po czym opublikował je w 1985 roku. W następnych dwóch latach wydał także "Saharę" (o przygodach w Afryce) oraz "Parodię" (o pobycie w Kanadzie). Te trzy książki składają się na jego trylogię autobiograficzną, w której opisane zdarzenia są, według samego Zykë, „całkowicie autentyczne”.
Aż do roku 1991 Zykë mieszkał w Tajlandii (gdzie trenował boks tajski) i w Australii, gdzie ponownie prowadził kopalnię złota. W Australii został nakręcony o nim reportaż dla telewizji francuskiej. W tym czasie Zykë regularnie wydawał powieści, z których jednak żadna nie powtórzyła sukcesu wydawniczego "Złota".
W 1991 roku Cizia wyjechał do Albanii, kraju rodzinnego ojca. Mieszkał tam przez trzy lata, w czasie których wydał trzy powieści koncentrujące się wokół tematu albańskiego kodeksu honorowego - Kanunu. Nakręcił także o tym film dokumentalny we współpracy z reżyserem Piro Milkanim.
Zmarł 27 września 2011 roku na atak serca.

## Dzieła
W Polsce do tej pory ukazało się pięć spośród dwudziestu jeden książek Cizii Zykë, cztery pierwsze w przekładzie Stanisława Wojnickiego:
- "Złoto" (Oro) (ISBN 83-11-07706-1)
- "Sahara" (Sahara) (ISBN 83-11-07838-6)
- "Parodia" (Parodie) (ISBN 83-11-07898-X)
- "Gorączka" (Fièvres) (ISBN 83-11-07952-8)

i jedna w przekładzie Agnieszki Kühnl-Kinel:
- "Tuan" (Tuan) (ISBN 978-83-925934-0-9)